# 圣迪迪耶叙博热
圣迪迪耶叙博热（法語：Saint-Didier-sur-Beaujeu，法語發音：[sɛ̃ didje syʁ boʒø]，意为“博热上方的圣迪迪耶”）是法国罗讷省的一个市镇，属于索恩河畔自由城区。

## 地理
圣迪迪耶叙博热（46°9'25"N, 4°32'47"E）面积14.62 平方千米，位于法国奥弗涅-罗讷-阿尔卑斯大区罗讷省，该省份为法国中东部省份，北起顺时针与索恩-卢瓦尔省、安省、里昂大都会、伊泽尔省和卢瓦尔省接壤。
与圣迪迪耶叙博热接壤的市镇（或旧市镇、城区）包括：莱萨尔迪亚、博热、谢讷莱特、克拉韦索勒、马尔尚、普勒莱塞沙莫、韦尔奈。

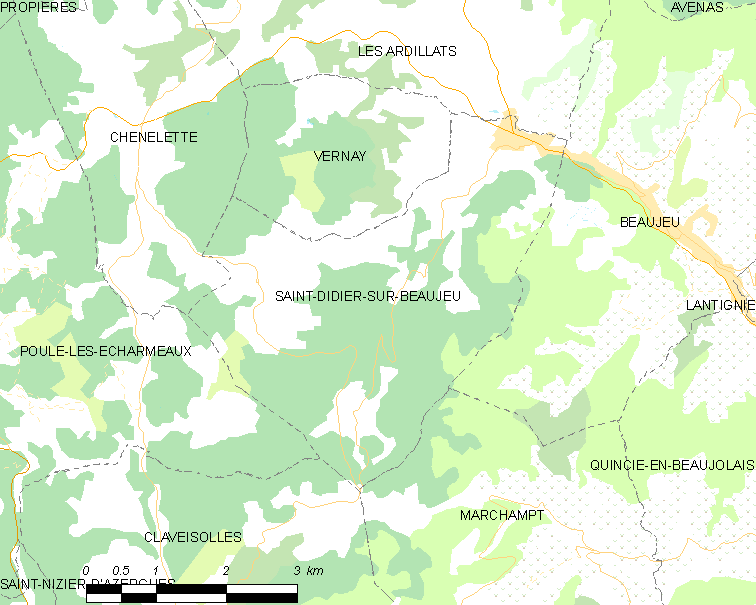
圣迪迪耶叙博热的OSM定位图

圣迪迪耶叙博热的时区为UTC+01:00、UTC+02:00（夏令时）。

## 行政
圣迪迪耶叙博热的邮政编码为69430，INSEE市镇编码为69196。

## 政治
圣迪迪耶叙博热所属的省级选区为博若莱地区贝尔维尔县。

## 人口

1962-2008年间圣迪迪耶叙博热人口变化图示

圣迪迪耶叙博热于2022年1月1日时的人口数量为603人。